# Orahili Faomasi
Orahili Faomasi is een bestuurslaag in het regentschap Nias Selatan van de provincie Noord-Sumatra, Indonesië. Orahili Faomasi telt 375 inwoners (volkstelling 2010).